# فاطمه کشاورز
فاطمه کشاورز (متولد ۱۹۵۲ میلادی، ۱۳۳۱ خورشیدی) پژوهشگر، نویسنده و شاعر ایرانی و رئیس و مدیر مؤسسه مطالعات ایرانی روشن وابسته به دفتر مطالعات ایرانشناسی دانشگاه مریلند است. وی قبلاً استاد زبان فارسی و ادبیات تطبیقی در دانشگاه واشینگتن در سن‌لوئیس بود.

## زندگی و تحصیلات
کشاورز در سال ۱۳۳۱ در شیراز به دنیا آمد و مدرک کارشناسی در زبان و ادبیات فارسی را سال ۱۳۵۴ (۱۹۷۶) از دانشگاه شیراز و کارشناسی ارشد ۱۳۵۹(۱۹۸۱) و دکترا ۱۳۶۳(۱۹۸۵) در مطالعات خاور نزدیک را از دانشکده مطالعات شرقی و آفریقایی مدرسه مطالعات مشرق‌زمین و آفریقا، دانشگاه لندن اخذ نمود.
وی از سال ۱۹۹۰ تا ۲۰۱۲ در دانشگاه واشینگتن در سن‌لوئیس مشغول آموختن و تحقیق بود و در سال ۲۰۱۲ کرسی استادی زبان و ادبیات آسیا و خاور نزدیک آن دانشگاه را عهده‌دار شد. برنامه رادیویی کشاورز در سال ۲۰۰۸ موفق به دریافت جایزه پیبادی گردید. او از سال ۲۰۱۲ بعد از ریاست احمد کریمی حکاک، ریاست مرکز مطالعات فارسی روشن وابسته به دانشگاه مریلند را بعهده دارد.

## تألیف و ترجمه
کشاورز مقالات و کتب متعددی در ارتباط با فرهنگ و ادب فارسی به‌خصوص در زمینه اشعار و عقاید مولوی و سعدی و نیز مقالاتی در ارتباط با موضوع اجتماعی و امور زنان نوشته است. در میان کارهای او، ترجمه و نیز سرودن اشعار بزبان فارسی و انگلیسی دیده می‌شود.
وی در کتاب «یاسمین و ستاره‌ها» از کتاب لولیتاخوانی در تهران نوشته آذر نفیسی انتقاد نموده است.
از آثار او به موارد زیر می‌توان اشاره کرد:
- Fatameh Keshavarz, A Descriptive and Analytical Catalogue of Persian Manuscripts in the Library of the Wellcome Institute for the History of Medicine (The Wellcome Institute for the History of Medicine, London, 1986) — Winner of the Dunne & Wilson Award. ISBN 0-85484-052-4
- Fatemeh Keshavarz, Reading Mystical Lyric: The Case of مولوی, Studies in Comparative Religion (University of North Carolina Press, Columbia, S.C., 1998). ISBN 1-57003-584-9
- Fatemeh Keshavarz, Recite in the Name of the Red Rose: Poetic Sacred Making in Twentieth-century Iran, Studies in Comparative Religion (University of North Carolina Press, Columbia, S.C., 2006). ISBN 1-57003-622-5
- Fatemeh Keshavarz, Jasmine and Stars: Reading more than Lolita in Tehran (University of North Carolina Press, Columbia, S.C., 2007). ISBN 0-8078-3109-3[۵][۶]